# James Castle
James Nathan Castle (* 23. Mai 1836 in Shefford, Québec, Kanada; † 2. Januar 1903 in Stillwater, Minnesota) war ein US-amerikanischer Politiker. Zwischen 1891 und 1893 vertrat er den Bundesstaat Minnesota im US-Repräsentantenhaus.

## Werdegang
James Castle besuchte die öffentlichen Schulen seiner kanadischen Heimat. Im Jahr 1862 zog er nach Afton in Minnesota. Dort war er zunächst als Lehrer tätig. Außerdem beendete er ein bereits in Kanada begonnenes Jurastudium. Nach seiner Zulassung als Rechtsanwalt begann er in seinem neuen Beruf zu arbeiten. 1865 verlegte er seinen Wohnsitz und seine Kanzlei nach Stillwater. Im Jahr 1866 wurde er als Nachfolger seines verstorbenen Bruders Bezirksstaatsanwalt im Washington County. 1868 war er auch Anwalt der Gemeinde Stillwater.
Politisch war Castle Mitglied der Demokratischen Partei. In den Jahren 1868, 1878 und 1882 wurde er in den Senat von Minnesota gewählt. Bei den Kongresswahlen des Jahres 1890 wurde er im vierten Wahlbezirk von Minnesota in das US-Repräsentantenhaus in Washington, D.C. gewählt, wo er am 4. März 1891 die Nachfolge von Samuel Snider antrat. Dar er im Jahr 1892 auf eine erneute Kandidatur verzichtete, konnte Castle bis zum 3. März 1893 nur eine Legislaturperiode im Kongress absolvieren. Während seiner Zeit im US-Repräsentantenhaus war er Vorsitzender des Committee on Mileage.
Nach seinem Ausscheiden aus dem Kongress zog sich James Castle aus der Politik zurück. In den Jahren bis zu seinem Tod am 2. Januar 1903 arbeitete er wieder als Anwalt. Er wurde in seinem Wohnort Stillwater beigesetzt.